# Brangsi
Brangsi is een bestuurslaag in het regentschap Lamongan van de provincie Oost-Java, Indonesië. Brangsi telt 1411 inwoners (volkstelling 2010).